# Caroline Bartholet-Schwarzmann

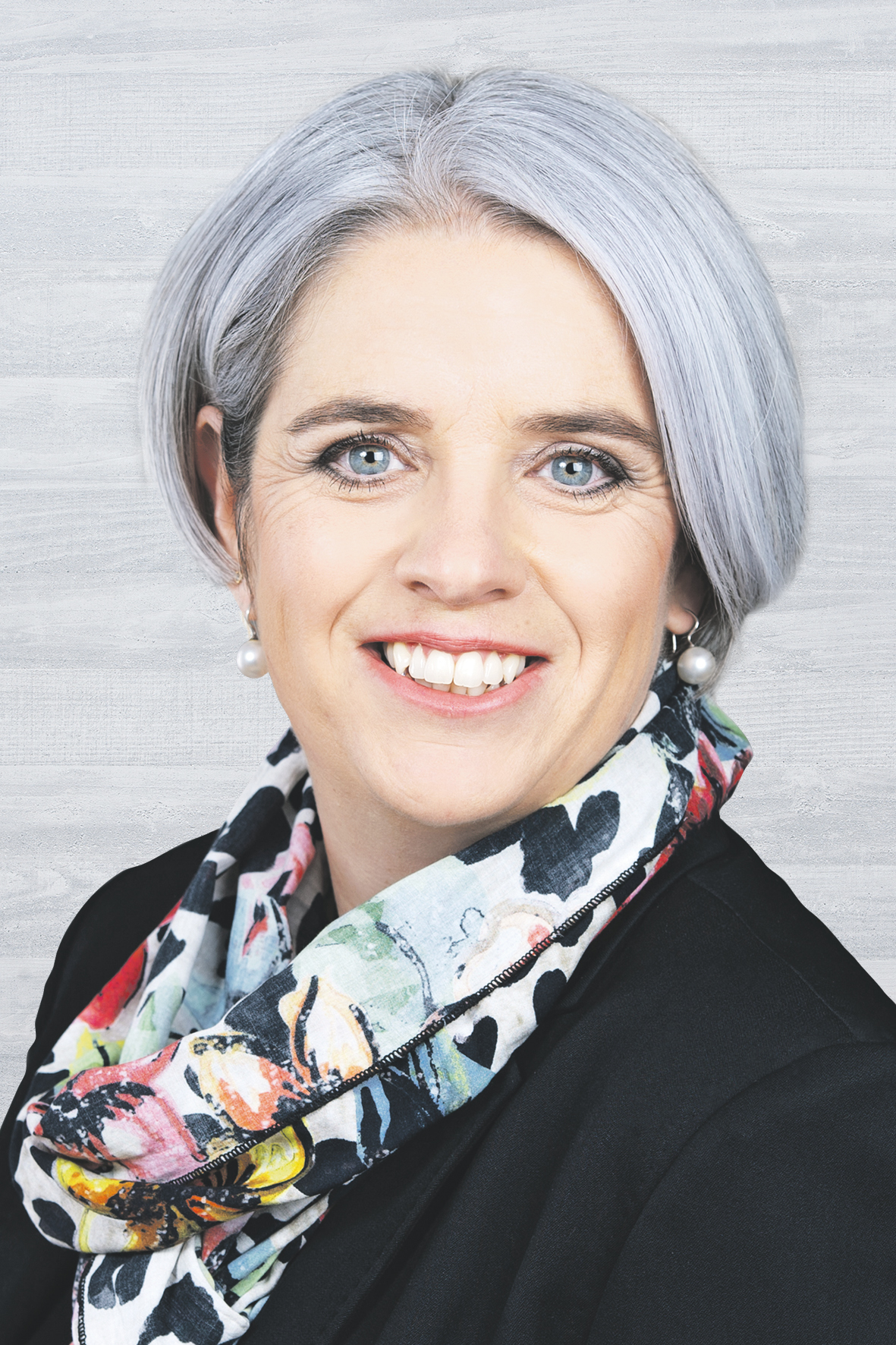
Caroline Bartholet (2019)

Caroline Bartholet-Schwarzmann (* 6. Juni 1969) ist eine Schweizer Politikerin (FDP). Sie vertritt seit 2019 den Wahlkreis Wil im Kantonsrat des Kantons St. Gallen.

## Leben
Bartholet absolvierte die Ausbildung zur Drogistin und bildete sich zur eidg. dipl. Drogistin weiter. Von 1997 bis 2017 war sie Inhaberin und Geschäftsführerin der Swidro Drogerie Bartholet in Oberuzwil.
Bartholet ist verheiratet und hat zwei Söhne.

## Politik
Von Mai 2019 bis Februar 2024 war Bartholet Gemeindepräsidentin von Niederbüren. Von 2009 bis 2019 war sie Mitglied und 1. Vizepräsidentin des Gemeinderates Oberuzwil. Bartholet war von 2009 bis 2018 Präsidentin des Spitexvereins Oberuzwil-Jonschwil-Lütisburg. Sie ist auch Präsidentin des Abwasserverbandes Niederbüren und der Elektra Niederbüren. Sie ist Vorstandsmitglied der Spitex Region Uzwil und des Jungunternehmerzentrums Flawil.
Bei den Schweizer Parlamentswahlen 2023 kandidierte Caroline Bartholet-Schwarzmann erfolglos auf der FDP-Hauptliste für den Nationalrat.